# En route pour l'enfer
Pour plus de détails, voir Fiche technique et Distribution.
En route pour l'enfer (Hell Ride) est un film américain écrit et réalisé par Larry Bishop, sorti en 2008.

## Synopsis
Pistolero, un vieux motard, veut venger la mort de sa compagne, assassinée par un gang de motards, les 666. Il est aidé par son frère, The Gent, et Comanche, qui sont ses lieutenants dans la bande des Victors...

## Fiche technique
- Titre français : En route pour l'enfer[1],[2]
- Titre original : Hell Ride
- Réalisation : Larry Bishop
- Scénario : Larry Bishop
- Décors : Tim Grimes
- Costume : Ariyela Wald-Cohain
- Photo : Scott Kevan
- Montage : Blake West, William Yeh
- Musique : Daniele Luppi
- Producteurs : Larry Bishop, Michael Steinberg, Shana Stein

Productrice associé : Laura Cayouette
Coproducteur : Todd King
Producteurs délégués : Quentin Tarantino, Harvey Weinstein et Bob Weinstein
- Société de production : Dimension Films
- Distribution : Third Rail Releasing, The Weinstein Company
- Pays de production :  États-Unis
- Langue originale : anglais
- Format : Couleur - 2.35:1 - 35mm
- Genre : action
- Durée : 81 minutes
- Dates de sortie[3] : 
  - États-Unis : 21 janvier 2008 (festival du film de Sundance 2008)
  - États-Unis : 8 août 2008 (sortie limitée)
  - France : 4 juin 2009 (sortie en DVD)

## Distribution
- Larry Bishop (VF : Emmanuel Gradi; VQ : Hubert Gagnon) : Johnny « Pistolero »
- Michael Madsen (VF : Jean-Yves Chatelais; VQ : Sylvain Hétu) : The Gent ("Dandy" en VF)
- Eric Balfour (VF : Franck Monsigny; VQ : Jean-François Beaupré) : Comanche / Bix
- Vinnie Jones (VF : Michel Vigné; VQ : Patrick Chouinard) : Billy Wings
- Leonor Varela (VF : Marie Zidi; VQ : Mélanie Laberge) : Nada
- David Carradine (VF : François Marthouret; VQ : Denis Mercier) : The Deuce (« Paire d'as » en VF)
- Dennis Hopper (VF : Patrick Floersheim; VQ : Jean-Marie Moncelet) : Eddie « Scratch » Zero
- Michael Beach (VF : Serge Faliu) : Goody Two-Shoes
- Laura Cayouette (VF : Rafaèle Moutier) : Dani
- Julia Jones : Cherokee Kisum
- Francesco Quinn : Machete
- Cassandra Hepburn : Maria
- David Grieco : Dr. Cement
- Dean Delray (VF : Jean-François Vlérick)  : Apeshit
- Michael Macecsko : Shyster (crédité sous le nom de Mike Macecsko)
- Tracy Phillips : Yvonne

## Production

### Attribution des rôles
Quentin Tarantino, producteur du film, devait à l'origine tenir le rôle de Comanche, mais il est finalement remplacé par Eric Balfour (24 heures chrono). Josh Hartnett était quant à lui envisagé pour le même rôle tandis que Bruce Willis l'était pour celui de Pistolero.
Certains acteurs du film ont déjà participé à des films de Quentin Tarantino : Michael Madsen (Reservoir Dogs, Kill Bill et Les Huit Salopards), David Carradine et Larry Bishop (Kill Bill) et enfin Laura Cayouette (Kill Bill volume 2, Django Unchained). Plus indirectement, Dennis Hopper et Michael Beach sont également apparus dans True Romance de Tony Scott, écrit par Quentin Tarantino. On retrouve également à la production les frères Bob et Harvey Weinstein, des collaborateurs de longue date de Tarantino.

### Tournage
Le tournage a eu lieu à Los Angeles et Santa Clarita.

## Autour du film
- Le nom du personnage principal du film, Pistolero, est un clin d'œil au réalisateur Robert Rodriguez : Pistolero était le titre de travail de son film Desperado (1995)[5].
- En France, le film n'est pas sorti en salles. Il sort uniquement sur le marché DVD, puis en vidéo à la demande sur Prime Video[1].